# Federico Melendro Gutiérrez
Federico Melendro Gutiérrez (Villasila de Valdavia, 18 de julio de 1889-Villagarcía de Campos, 25 de octubre de 1978) fue arzobispo de Anqing (China).

## Trayectoria
A la edad de once años ingresó en el Colegio de San Zoilo de Carrión de los Condes, regentado por los jesuitas, compañía en la que entra en aquellos años. Estudia el noviciado en Carrión (1907-1909) estudiando Humanidades durante el segundo año y juniorado en Burgos de 1909 a 1912. Estudia Filosofía en Colegio Máximo de Oña de 1911 a 1914.
Ejerce en el Colegio de Cienfuegos (Cuba) como inspector y profesor de escuelas elementales (1914-1918) volviendo a Oña a estudiar Teología (1918-1912). Tras una temporal interrupción de su estudios por una grave enfermedad, pudo seguir su vocación y fue ordenado sacerdote el 05/03/1922. Tras cuatro años más en Cuba, regresó a España consiguiendo la tercera probación en Manresa de 1922 a 1923. 

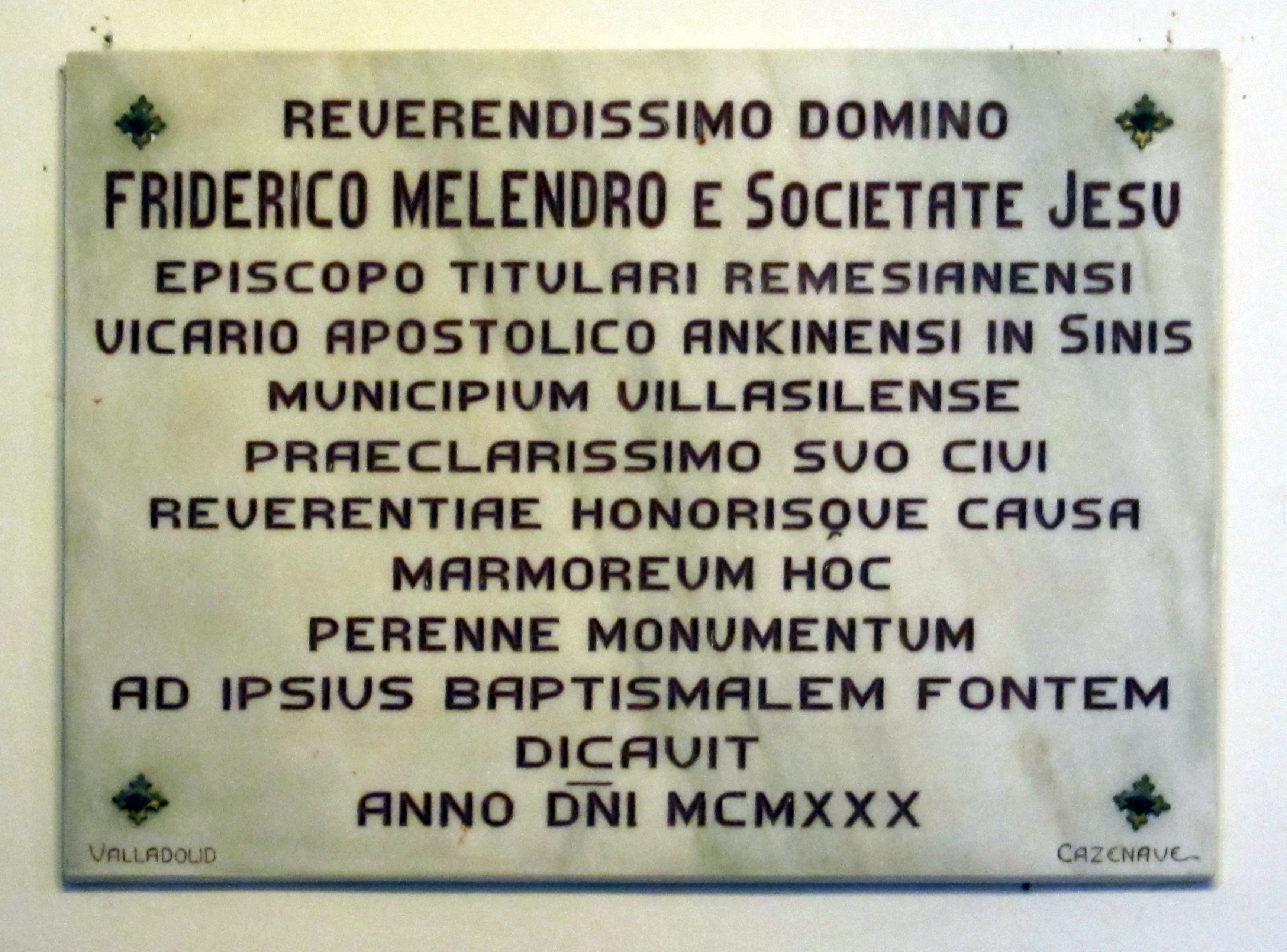
Placa conmemorativa en la iglesia de San Pelayo de Villasila de Valdavia dedicada a Monseñor Federico Melendro.

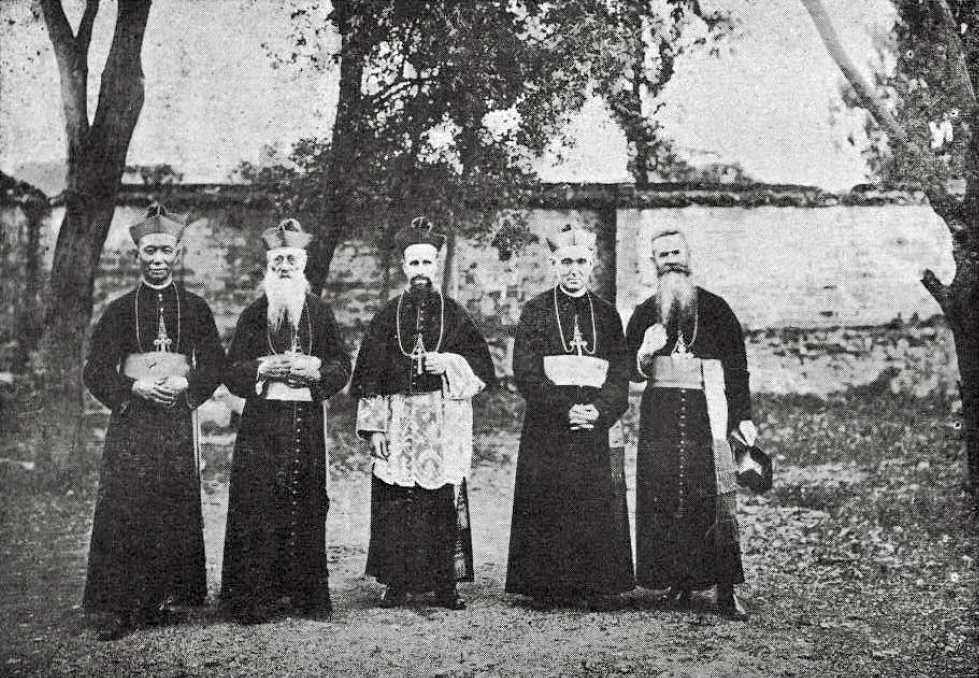
En el centro de la imagen, Federico Melendro Gutiérrez, vicario apostólico de Anqing desde 1930. A su derecha, un padre lazarista y Simón Tsu, y a su izquierda, Vicente Huarte y San Martín, nombrado vicario apostólico de Wuhu (en ese momento llamado Nganhoei) en 1922 y el padre Haovisée.

Poco después marchó a las misiones de China, en concreto es enviado a la misión de Anqing, donde ejerció de misionero en Kikiakio, Liuan, Taihu y Chaohsien donde consigue sus últimos votos el 15 de agosto de 1928. Al quedar erigido el Vicariato de Anqing (1929) era escogido el como obispo titular de Remesania y vicario apostólico, el 17 de febrero de 1930. El 1 de junio del mismo 1930 es consagrado en Anqing por Monseñor Huarte. Cuando en 1946 se establecía en China la Jerarquía residencial, Anqing era promovida a archidiócesis y Monseñor Melendro a su primer arzobispo residencial. La ocupación china le obligaría a abandonar ese destino, y en España pasaría ya el resto de su vida, sobre todo en la Universidad Pontificia de Comillas (Cantabria) como Padre Espiritual de la Casa, y en la Residencia de Palencia, como operario. De grande y reconocida virtud. Moría en Villagarcía de Campos (Valladolid) el 24 de octubre de 1978.
El 28 de febrero de 2014, su sobrina Teresa Melendro Cófreces hizo donación al Museo Diocesano de Palencia, en la persona de su director Ángel Sancho Campo, de las cáligas pontificales del obispo.